# 이상일 (영화 감독)
이상일 (李相日, 1974년 1월 6일 ~ )은 일본의 영화감독이다. 재일 한국인 3세이다.

## 내력
니가타현 태생의 재일한국인 3세이다. 아버지는 초등학교 교사였다. 이상일이 4세 무렵 가족은 요코하마로 이사를 하였고, 초등학교부터 고등학교까지 요코하마에서 다녔다. 대학시절 경제학을 전공하던 이상일은 졸업을 앞두고 평소 꿈이였던 영화가 하고 싶어 재일교포인 이봉우 감독의 영화사 "시네콰논"을 무작정 찾아가기도 했었다고 한다. 그러던 중 아르바이트로 V 시네마의 제작에 참여했던 것이 계기가되어, 일본 영화 대학에 입학하였다. 졸업작품인 "청~chong~"이 피아 필름 페스티벌에서 그랑프리를 포함한 최초의 4개 부문을 독점하였다. 피아 장학금 작품으로 제작된 "BORDER LINE"은 높은 평가를 받았다.
이후 무라카미 류 원작 × 쿠도 칸쿠로 각본의 "69 식스티 나인"으로 장편영화로 데뷔하였다. 2006년 "훌라 걸스"로 제80회 키네마 준보 베스트 텐 1위를 비롯해, 제30회 일본 아카데미상 최우수 작품상, 일본 예술선장 신인상을 수상하였다. 2010년 "악인"으로 제34회 일본 아카데미상 우수 감독상, 야마지 후미코 영화상을 수상하였다.

## 감독 작품
- 1999년 《청》 (青〜chong〜) ※대학 졸업작품
- 2002년 《보더 라인》
- 2004년 《69 식스티 나인》 (69 sixty nine) ※첫 장편영화
- 2005년 《스크랩 헤븐》
- 2006년 《훌라 걸스》
- 2010년 《악인》
- 2013년 《용서받지 못한 자》
- 2016년 《분노》
- 2017년 《더 블루 하츠》
- 2022년 《유랑의 달》
- 2025년 《국보》

## 같이 보기
- 이봉우
- 시네콰논
- 최양일